# Тамбовский (Каменский район)
Тамбовский — посёлок в Каменском районе Алтайского края России. Входит в состав Толстовского сельсовета.

## История
Основан в 1923 году. В 1928 году состоял из 57 хозяйств, основное население — русские. Центр Тамбовского сельсовета Каменского района Каменского округа Сибирского края.

## Население
| 1926 | 1997 | 1998 | 1999 | 2000 | 2001 | 2002 |
| ---- | ---- | ---- | ---- | ---- | ---- | ---- |
| 353  | ↗357 | ↘311 | ↗327 | ↘310 | ↗323 | ↘281 |
| 2003 | 2004 | 2005 | 2006 | 2007 | 2008 | 2009 |
| ↗312 | ↘298 | ↘279 | ↘262 | ↘207 | ↘187 | ↘144 |
| 2010 | 2011 | 2012 | 2013 |      |      |      |
| ↘135 | ↘132 | ↘123 | ↘108 |      |      |      |